# Grigori Grigorjewitsch Abramow
Grigori Grigorjewitsch Abramow (russisch Григорий Григорьевич Абрамов; * 1918; vermutlich †) war ein sowjetischer Politiker der Kommunistischen Partei der Sowjetunion (KPdSU), der unter anderem zwischen 1960 und 1963 Erster Sekretär des Parteikomitees der Oblast Moskau war.

## Leben
Grigori Grigorjewitsch Abramow schloss 1941 ein Studium am Staatlichen Technischen Universität Moskau „Nikolai Ernestowitsch Bauman“ und war danach zwischen 1941 und 1947 als Konstrukteur sowie zuletzt leitender Konstrukteur von Maschinenbauanlagen tätig. 1945 wurde er Mitglied der Kommunistischen Partei der Sowjetunion (KPdSU) und begann 1947 seine Arbeit als Parteifunktionär. Er war zwischen 1949 und 1955 zunächst Zweiter Sekretär des Parteikomitees von Mytischtschi sowie zuletzt Erster Sekretär des Parteikomitees von Schtscholkowo, zwei Städte in der Oblast Moskau. Im Anschluss war er zwischen 1955 und April 1959 Leiter einer Abteilung des Parteikomitees der Oblast Moskau sowie daraufhin vom 8. April 1959 bis zum 6. Juli 1960 Zweiter Sekretär dieses Parteikomitees, ehe er als Nachfolger von Pjotr Nilowitsch Demitschew vom 6. Juli 1960 bis zu seiner Ablösung durch Wassili Iwanowitsch Konotop im Januar 1963 Erster Sekretär des Parteikomitees der Oblast Moskau war.
Auf dem XXII. Parteitag der KPdSU (17. bis 31. Oktober 1961) wurde Abramow Mitglied des Zentralkomitees der KPdSU und gehörte diesem Führungsgremium bis zum XXIII. Parteitag der KPdSU (29. März bis 8. April 1966) an. Er war zugleich zwischen dem 31. Oktober 1961 und dem 8. April 1966 auch Mitglied des Präsidiums des Zentralkomitees der KPdSU für die RSFSR. Im Januar 1963 übernahm er eine Funktion als Inspektor des Zentralkomitees der KPdSU sowie daraufhin als Erster Stellvertretender Vorsitzender des Rates der Volkswirtschaft der Wirtschaftsregion Mitte. Zuletzt wurde im Oktober 1965 Stellvertretender Minister für Chemie- und Erdölingenieurwesen der UdSSR. Über die Beendigung dieses Amtes und sein weiteres Leben ist nichts bekannt.
Für seine Verdienste in der Sowjetunion erhielt er unter anderem den Orden der Oktoberrevolution, den Orden des Roten Banners der Arbeit sowie der Medaille „Für heldenmütige Arbeit“ ausgezeichnet.